# ルスチラット属
ルスチラット属（ルスチラットぞく、Abrawayaomys）は、哺乳綱齧歯目キヌゲネズミ科コトンラット亜科に分類される属。

## 分布
唯一の種であるルスチラットA. ruschiiがブラジルのエスピリトサント州などに分布する。

## 種
- ルスチラット Abrawayaomys ruschii Cunha and Cruz, 1979